# 乔尼泰莱克
乔尼泰莱克，是匈牙利琼格拉德州所辖的一个村。总面积34.71平方公里，总人口2802，人口密度80.7人/平方公里（2011年1月1日）。